# Lengefeld (Pockau-Lengefeld)
Lengefeld – dzielnica miasta Pockau-Lengefeld w Niemczech, w kraju związkowym Saksonia, w powiecie Erzgebirgskreis. Do 31 grudnia 2013 samodzielne miasto. Do 29 lutego 2012 należało do okręgu administracyjnego Chemnitz.

## Współpraca
Miejscowości partnerskie:
- Ilshofen, Badenia-Wirtembergia
- Osek, Czechy